# 搭卡卜勒
搭卡卜勒（排灣語：Dagapul），是台灣排灣族拉瓦爾亞族傳說中的怪物，會吃人，後來被擁有巴里力量的人所殺。

## 習性
搭卡卜勒喜歡吃人，每次吃都是把人活吞下肚、並直到吞下去的第二天才會在肚子裡消化，有時甚至連木頭也一起吞，當時的族人都相當害怕他。

## 傳說
傳說搭卡卜勒過去出現在布曹爾亞族的區域，大肆吃人，造成相當大的恐慌。無法對付牠的族人想到在舊大社部落中有一個叫做撒加易（Satjair）的人，他擁有能夠殺人和燒毀一切的魔眼（巴里），決定請他來幫忙對付搭卡卜勒。因為撒加易為了不讓自己傷到人，平常都是用布遮著眼睛，所以是由族人把牠帶到搭卡卜勒的面前、拿下遮眼布，搭卡卜勒隨即死亡，而族人連忙剖開牠的肚子，救出還沒有被消化的人。
後續
為了感謝撒加易殺死了搭卡卜勒，布曹爾亞族的人在之後每年的豐年祭時都會送豬的內臟和一些農作物給他，但撒加易最後被認為會威脅到自己的魯凱族人殺害。

## 其他傳說
在大社村版本的傳說中，搭卡卜勒並不是被巴里的力量所殺，而是被沒有巴里力量的撒加易用箭射死，擁有巴里之力的卜巴里（pu palji）反而甚麼事都沒做就悲慘的死去了；而Dagivalit家族則是認為搭卡卜勒是被自己家族的祖先撒德勒（Sadel）射殺。

## 現代研究
搭卡卜勒的故事很有可能原本是貴族或部落彰顯自己的特權和貢獻的宣傳，並在之後和巴里的故事逐漸融合而變成今天的樣子。